# Eusapromyza beraudi
Eusapromyza beraudi är en tvåvingeart som först beskrevs av Mario Bezzi 1909.  Eusapromyza beraudi ingår i släktet Eusapromyza och familjen lövflugor. Inga underarter finns listade i Catalogue of Life.